# Parque Nacional de Cantanhez
O Parque Nacional de Cantanhez é uma área protegida situada na região de Cubucaré, na área sudoeste da região administrativa de Tombali, na Guiné-Bissau. 
No interior do Parque vivem aproximadamente 23.992 pessoas, distribuídas por 110 aldeias.
Possui os troços mais bem preservados de floresta primitivas sub-húmidas do país, bem como savana, mangais, florestas e áreas agrícolas.
O elevado potencial ecológico desta área estava reconhecido desde o período colonial, razão pela qual, imediatamente após a independência, toda esta área foi integrada na Reserva de Caça de Cantanhez, onde os direitos de caça eram reduzidos dentro desta área.

## Fronteiras
Tem como fronteiras o rio Cacine e o Oceano Atlântico a sul, o rio Balana a norte, o rio Cumbinjã a oeste e a República da Guiné e o rio Cacine a este.

## Fauna
Para além de diversa fauna, o Parque Nacional de Cantanhez alberga 6 espécies de primatas:
- Pan troglodytes verus (chimpanzé-ocidental) - as estimativas apontam para 376 a 2632 indivíduos[2];
- Procolobus badius temminckii;
- Colobus polykomos (macaco fidalgo);
- Papio papio (babuíno);
- Chlorocebus aethiops sabaeus (macaco do velho mundo);
- Cercopithecus campbelli;
- Galago senegalensis.

Estimam-se que vivam 400 primatas no Parque.